# 黑山铁路

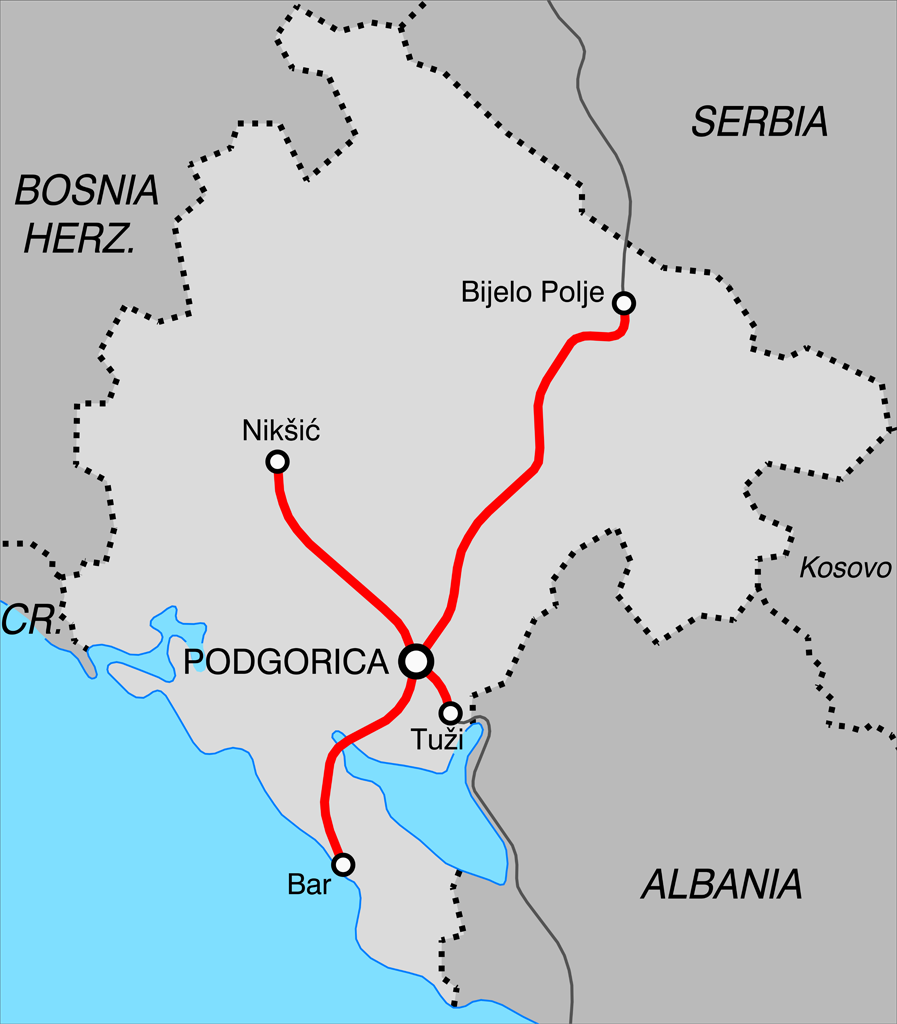
蒙特內哥羅鐵路網

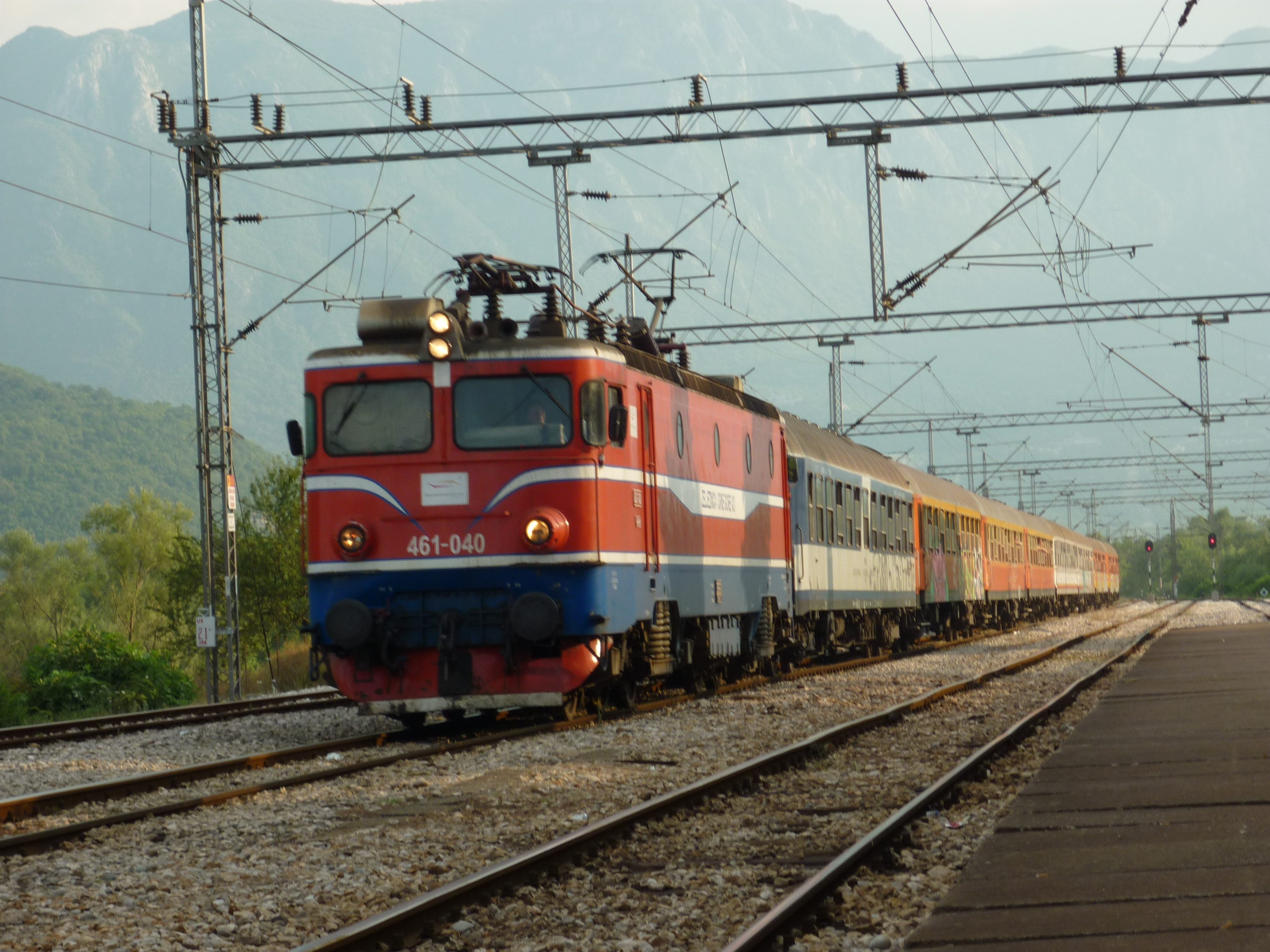
貝爾格萊德－巴爾鐵路

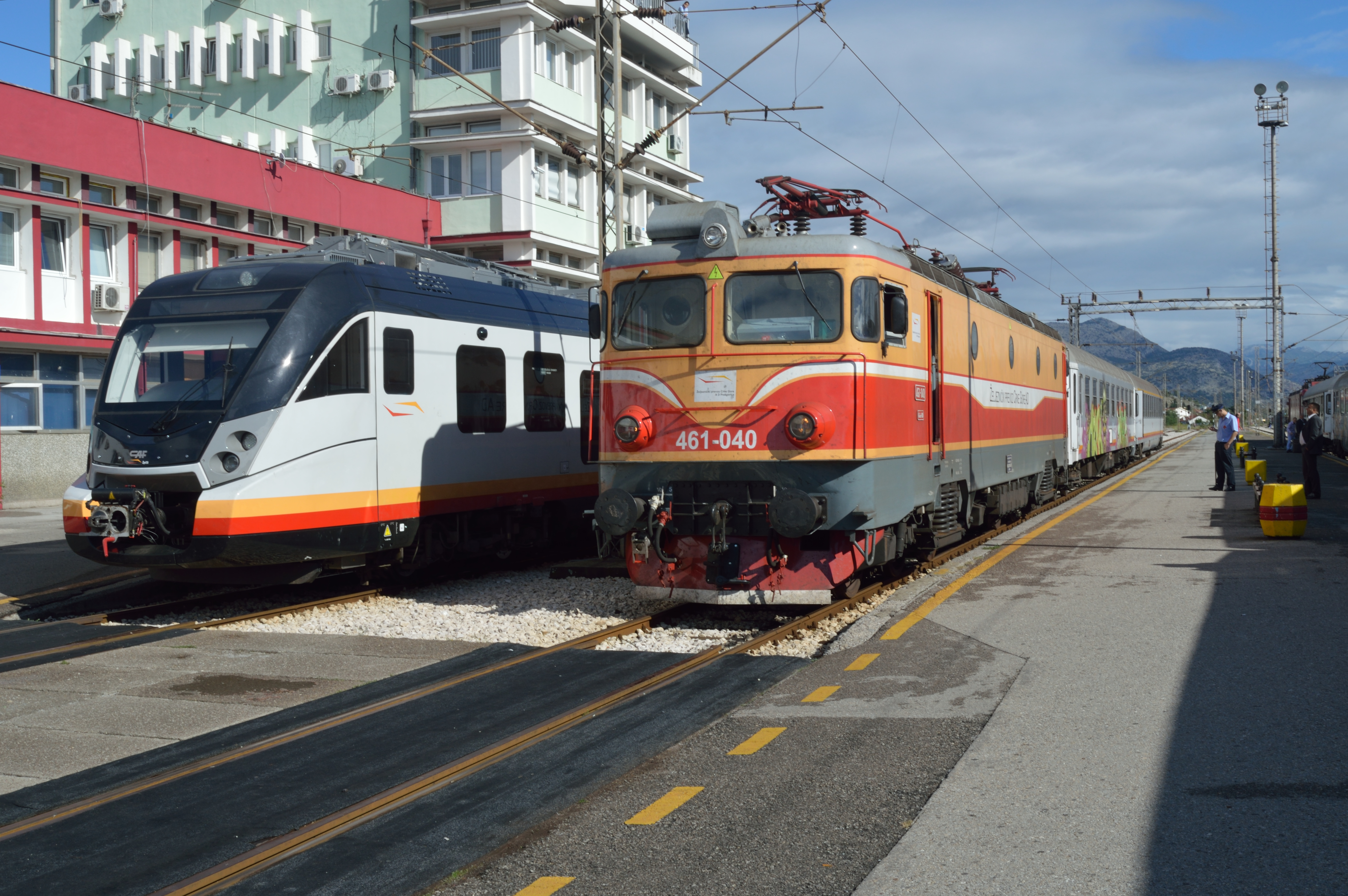
新CAF列車

黑山鐵路，簡稱，是蒙特內哥羅的國營鐵路公司，進行客運、貨運業務和列車、線路及車站設施的保養管理業務。蒙特內哥羅鐵路並未像其他歐洲國家一樣實施客運業務和設施管理業務分離。蒙特內哥羅國內共有58公里的鐵路。由於蒙特內哥羅多山，蒙特內哥羅鐵路三分之一的路線是橋樑和隧道。

## 外部連結
蒙特內哥羅鐵路（页面存档备份，存于）（蒙特內哥羅語）（英文）